# Agalychnis saltator
La rana de hoja saltadora (Agalychnis saltator) es una especie de anfibio anuro perteneciente a la familia Hylidae.

## Descripción
Es una rana de ojos rojos relativamente pequeña, con adultos machos de 34 a 54 mm y las hembras más grandes de 57 a 66 mm. Esta rana puede ser identificada por sus ojos rojos con las pupilas verticales, y sus manos y patas anaranjados. Tienen extensiones entre los dedos y los dedos del pie y discos grandes de la succión en el extremo de cada dígito. Los adultos son verde ligero u oscuro con algunos individuos que tienen uno a varios puntos amarillos levantados en su lado dorsal. Los lados del cuerpo y de la superficie anterior y posterior de los muslos son púrpura azulada. Su color del diafragma puede extenderse de naranja al rojo del tomate. Su lado ventral es crema con un tinte amarillo o anaranjado pastel. Con excepción de la diferencia del tamaño entre macho y hembra, el macho desarrolla un remiendo oscuro o negro en el interior de la base del pulgar durante la estación de acoplamiento. Esta especie se asemeja de cerca a los Agalychnis callidryas (rana ojo rojo) pero con algunas diferencias. Tiene flancos azul marino o púrpuras uniformes en vez de las barras blancas, amarillas, o de la crema del vertible encontradas en la rana ojos rojos de la hoja. Otra diferencia es que el saltador de Agalychnis la cambia color de hoja-verde uniforme durante el día al tan o el marrón durante la noche mientras que el cambio justo ojos rojos de la rana de la hoja su tonalidad.

## Distribución y hábitat
Habita en la vertiente caribeña de Costa Rica, Nicaragua y Honduras, en las tierras bajas húmedas. Se encuentra en las mismas áreas que los A. callydrias. Habitan pantanos durante la estación de acoplamiento (estación lluviosa) y árboles del pabellón en bosque primario durante la estación seca.

## Reproducción
Durante la estación de acoplamiento, estas ranas arbóreas crían en charcas temporales en las áreas forestales. Los varones emiten un “pío” o un “chirrido corto, suave, agudo” en el sitio de crianza. La llamada tiene un intervalo largo que puede durar hasta 30 s. Las llamadas se hacen desde la percha de los árboles alrededor de los sitios de crianza. Se acoplan solamente después de períodos de fuertes precipitaciones. Los huevos se ponen en los musgos que cubren las enredaderas. Es durante este tiempo que las ranas son depredadas. Las hormigas cazan sus huevos. Especies de serpientes se alimentan de sus huevos y de adultos. Se conocen como rana de ojos rojos de hoja saltadora porque para trasladarse rápidamente para acoplarse, el macho salta desde una altura considerable a las hojas de una planta. Mientras que saltan, estas ranas amplían sus miembros y separan hacia fuera la piel entre sus dedos de las manos y de los pies.